# Vârful Corabia, Munții Făgăraș
Corabia este un vârf muntos situat în Masivul Făgăraș, care are altitudinea de 2.407 metri. Se găsește pe traseul de creastă între șaua Podragului și vârful Viștea.